# Yersinia
Yersinia este un gen de bacterii Gram-negative din familia Yersiniaceae. Reprezentanții sunt bacterii cocobacilare⁠(d), de câțiva micrometri lungime, facultativ anaerobi. Unii dintre aceștia sunt specii patogene la om, iar cu importanță clinică este Yersinia pestis, fiind agentul etiologic al ciumei (pestă). Rozătoarele sunt rezervorul natural al speciilor din genul Yersinia, și mai puțin frecvent, alte mamifere sunt gazde⁠(d). Infectarea se face prin sânge (în cazul Y. pestis) sau oral, prin ingerarea unor alimente contaminate cu bacterii provenite din urină sau fecale.

## Specii
- Y. aldovae
- Y. aleksiciae
- Y. alsatica
- Y. artesiana
- Y. bercovieri
- Y. canariae
- Y. enterocolitica
- Y. entomophaga
- Y. frederiksenii
- Y. hibernica
- Y. intermedia
- Y. kristensenii
- Y. massiliensis
- Y. mollaretii
- Y. nurmii
- Y. pekkanenii
- Y. pestis
- Y. proxima
- Y. pseudotuberculosis
- Y. rochesterensis
- Y. rohdei
- Y. ruckeri
- Y. similis
- Y. thracica
- Y. vastinensis
- Y. wautersii